# 郭璽 (進士)
郭璽（1435年—？），字文瑞，山東兗州府城武線人，明朝政治人物。進士出身。

## 生平
山東鄉試第五十四名。天順八年（1464年）甲申科會試第二百五十名，殿試登進士第二甲第三十八名。

## 家族
曾祖郭彥禮。祖父郭昇。父亲郭淮。